# Lya Borré

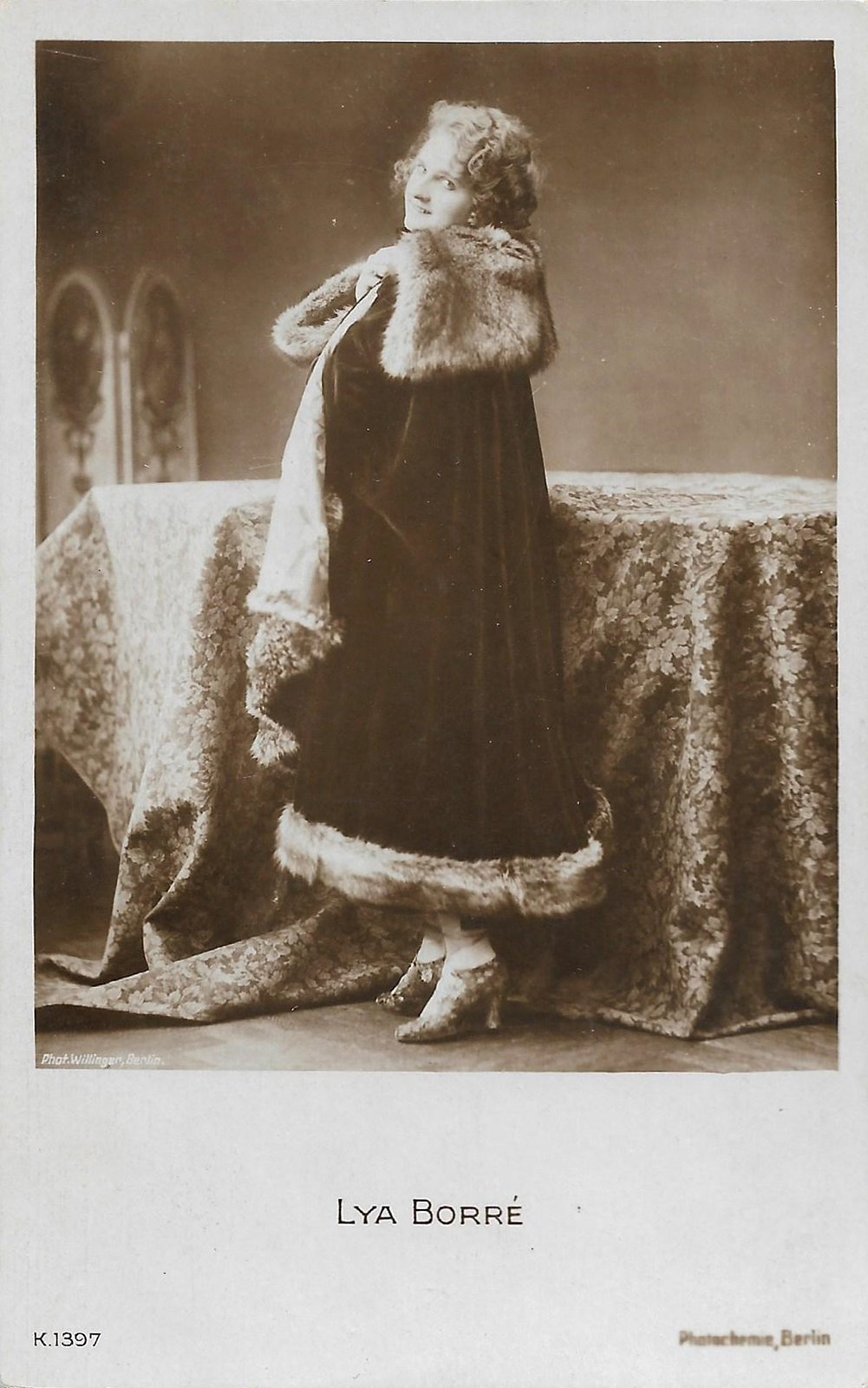
Lya Borré auf der Porträt-Postkarte K. 1397 des Verlags Photochemie, fotografiert von Wilhelm Willinger, Berlin

Lya Borré (auch Lya Borée, Lia Borrée und Lining Bode; * 21. November 1889 als Lina Hedwig Bode in Berlin; † 25. Januar 1920 in Berlin-Wilmersdorf) war eine deutsche Theater- und Stummfilmschauspielerin.

## Leben und Wirken
Die geborene Lina Bode war eine Tochter des Postbeamten Hermann Bode und seiner Frau Auguste, geb. Wilke. Ihre professionelle Bühnenlaufbahn begann sie 1906 als Lining Bode in Brieg und Hirschberg in Schlesien. In der darauffolgenden Saison wechselte sie nach Thorn, ehe sie wieder in ihre Geburtsstadt zurückkehrte, wo sie 1910 ans Residenz-Theater engagiert wurde.
1914 heiratete sie den Rittergutsbesitzer Graf Rudolf von Schirnding, doch wurde die Ehe 1915 für nichtig erklärt. Im selben Jahr gab die Berlinerin ihr Debüt beim Stummfilm, wo sie sich fortan Lya Borré nannte. Oft erhielt sie tragende Rollen in melodramatischen Inszenierungen, so auch im ersten Teil von Otto Ripperts monumentalem Sechsteiler Homunculus. Ihr wohl bedeutendster Film wurde Robert Reinerts frühexpressionistisches Zeitstück Nerven. Erst 30-jährig, starb Lya Borré 1920 in ihrer Wohnung in Berlin-Halensee an der Spanischen Grippe und wurde auf dem Friedhof Wilmersdorf beigesetzt.

## Filmografie
- 1915: Hausdame aus bester Familie gesucht
- 1915: Im Feuer der Schiffskanonen
- 1916: Homunculus, Teil 1
- 1916: Die Stimme des Toten
- 1916: Die einsame Frau
- 1916: Aussage verweigert
- 1916: Alles aus Gefälligkeit
- 1916: Fliegende Schatten
- 1916: Der Posaunenengel
- 1917: Das Bacchanal des Todes
- 1917: Aus Liebe gefehlt
- 1918: Die Buße des Richard Solm
- 1918: Der Mann im Monde
- 1918: Irrwege der Liebe
- 1919: Nerven
- 1920: Das Geheimnis von Santa Robina
- 1920: Der Knabe Eros
- 1923: Das Gold im Dschaggagebiet (posthum uraufgeführt)